# كولومنا
كولومنا (بالروسية: Коломна) هي إحدى مدن روسيا في الكيان الفدرالي الروسي موسكو أوبلاست.
تقع مدينة كولومنا على نهر أوكا.

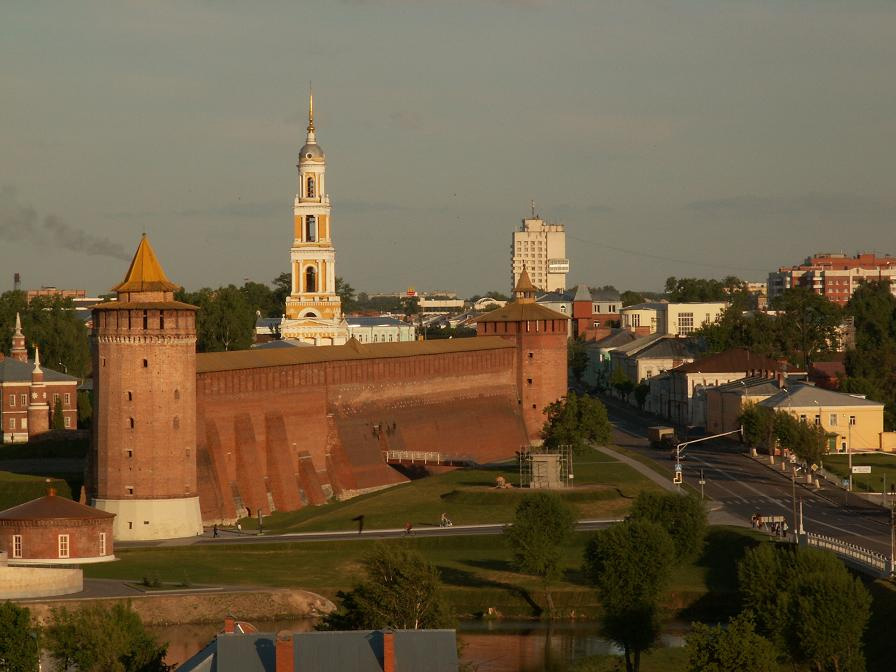
كرملين كولومنا

هي مركز لبعض الصنعات ومنها العسكرية، ورد اسم المدينة لأول مرة عام 1177 في مخطوطات لافرنتيف، والتي تعد واحدة من أقدم المخطوطات التاريخية في روسيا، تحتفظ بأثارها الهندسية الروسية الطابع وابنيتها الروسية التقليد مثل بناء كرملين كولومنا ويعتبر من اضخم الحصون الدفاعية في روسية.

## معرض صور

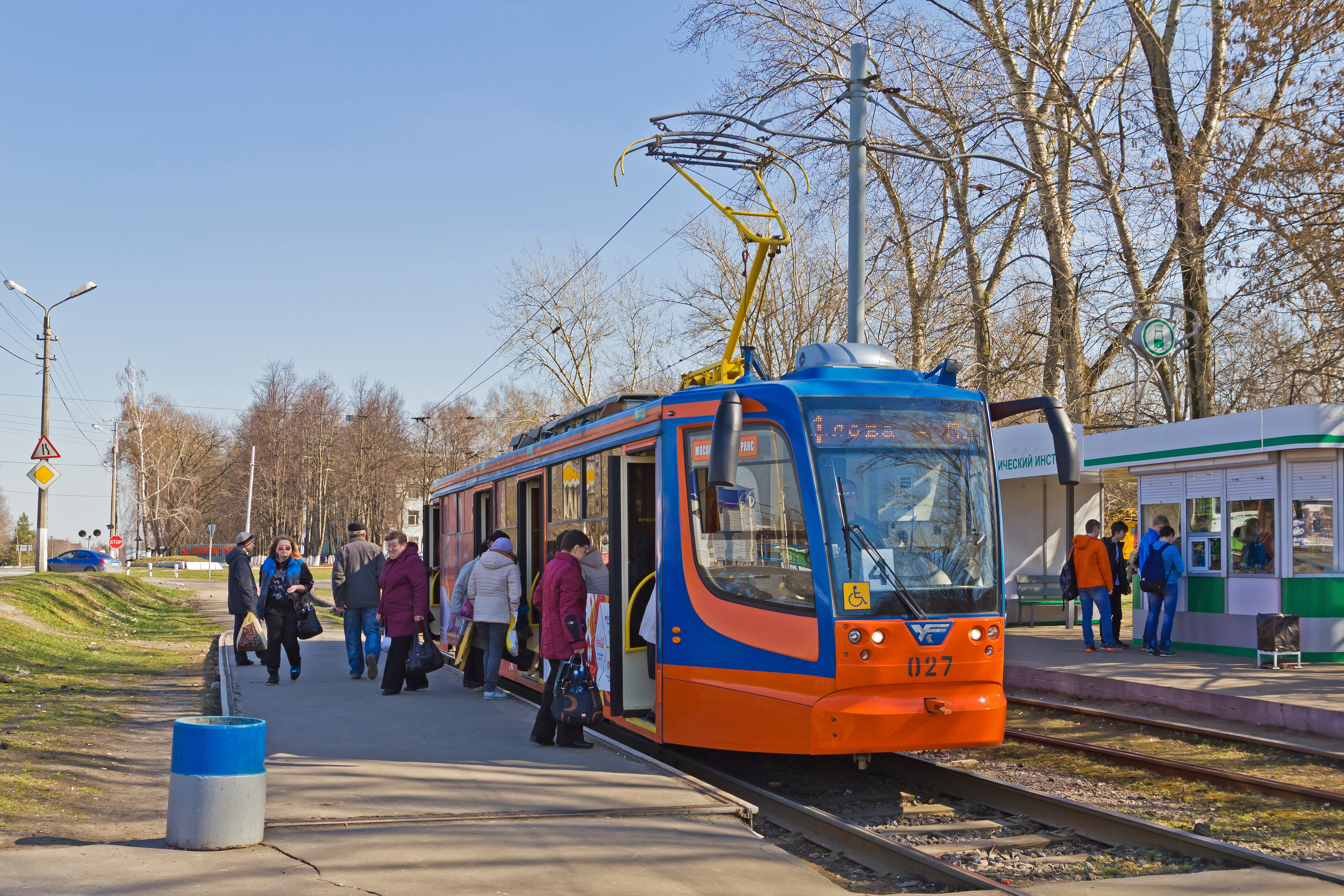
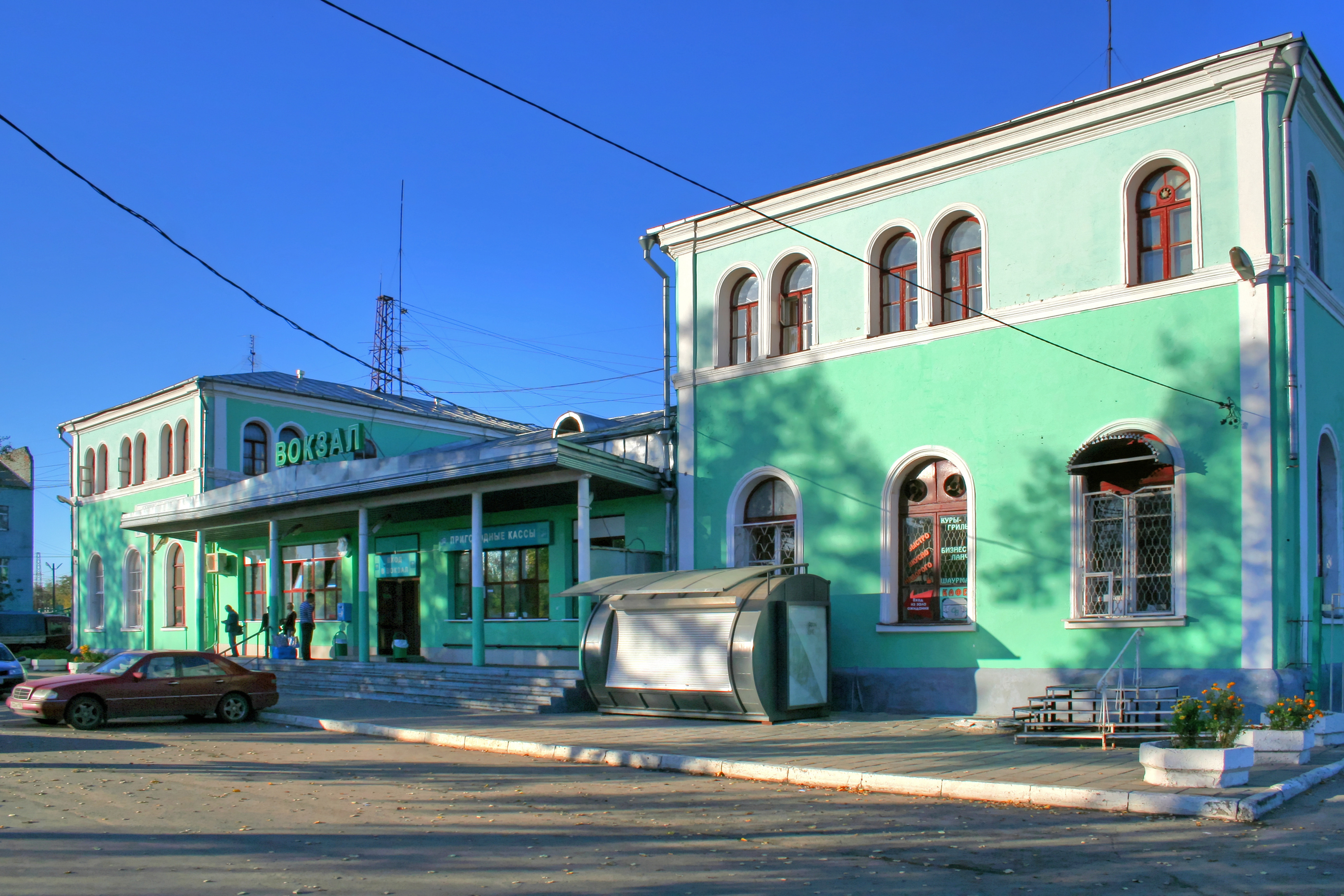
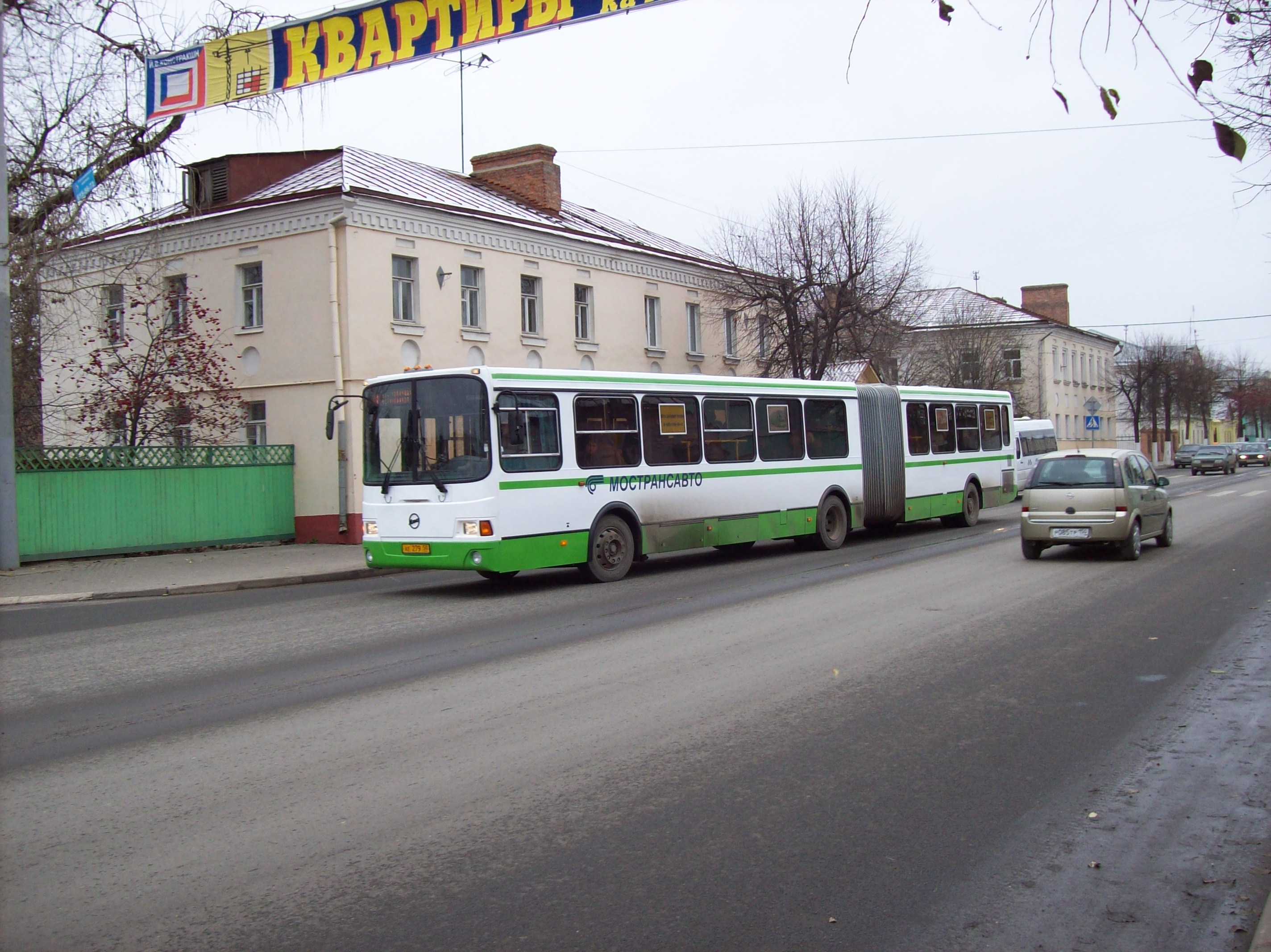

## توأمة
لكولومنا اتفاقيات توأمة مع كل من:
- مالادزيشنا
- باساكا
- رالي
- موسكو

## أعلام
- أناتولي لركن
- ميخائيل تيورين
- إدوارد فرنكل
- فلاديمير أيلين
- فيتاليك بوتيرين